# Charaxes alcyone
Charaxes alcyone är en fjärilsart som beskrevs av Stoneham 1943. Charaxes alcyone ingår i släktet Charaxes och familjen praktfjärilar. Inga underarter finns listade i Catalogue of Life.